# Ai Ōtsuka
Ai Ōtsuka (japanisch 大塚 愛; * 9. September 1982) ist eine japanische Singer-Songwriterin aus der Stadt Osaka. Am bekanntesten wurde sie durch ihren Hit Sakuranbo aus dem Jahr 2003, der 110 Wochen lang in den japanischen Charts war.

## Leben
Ōtsuka Ai steht beim japanischen Musiklabel avex trax unter Vertrag, das auch andere hochklassige Künstler wie Ayumi Hamasaki, BoA, Namie Amuro und Every Little Thing produziert.
Ihrer ersten Single aus dem Jahr 2003, Momo no Hanabira, war nur ein vergleichsweise geringer Erfolg beschieden: Sie erreichte nur Platz 24 in den Oricon-Singles-Top 100, hielt sich jedoch für immerhin 21 Wochen in den Charts. Ihre nächste Single Sakuranbo, veröffentlicht im Dezember 2003, erreichte bereits den zwölften Platz unter den hundert bestverkauften Singles 2004. Sie kletterte nach und nach bis auf Platz fünf der Single-Charts voran und blieb darin für 96 Wochen. Daraufhin kam sie in einer „encore press“-Version erneut auf dem Markt, die Platz vier in den Charts erreichte. Im März 2004 veröffentlichte Ōtsuka Ai ihr erstes Album Love Punch, das auf Platz drei der Oricon-Charts einstieg und sich innerhalb der ersten Woche über 320.000 Mal verkaufte. Im November 2004 wurde dessen Nachfolger Love Jam vorgestellt, mit noch größerem kommerziellen Erfolg. Ihr drittes Album Love Cook kam am 14. Dezember 2005 auf den Markt und platzierte sich auf Platz eins der Oricon-Charts. Allein in der ersten Woche nach Verkaufsstart wurden davon über 335.000 Tonträger verkauft.
Ōtsuka Ais Single Yumekui wurde am 2. August 2006 veröffentlicht. Das Stück wird im Film Tokyo Friends von der Gruppe „Sabakan“ gesungen, in dem Otsuka Ai die Hauptrolle spielt. Am 28. März 2007 erschien ihr erstes Best-of-Album Ai am Best, welches mit über 350.000 verkauften Tonträgern allein in der ersten Woche Platz eins der Charts erreichte. 2007 erschienen auch die ersten zwei Singles von ihr unter dem Künstlernamen Love. Der Name kommt von dem von Ai designten Hasen 'Love'. Jedoch erreichte keine der Singles die Top 20 der Charts. Ihr 4. Studio-Album Love Piece erschien im September 2007 und erreichte ebenfalls Platz 1 der Charts. Im Dezember 2008 erschien ihr 5. Studio-Album Love Letter. Da es sich nur 175.889 mal verkaufte, ist es bisher ihr am schlechtesten verkauftes Album.
Im Herbst 2010 gab sie bekannt, dass sie schwanger sei. Vater des Kindes ist ihr Ehemann SU von der Hip-Hop Gruppe Rip Slyme, mit dem sie zuvor bereits für die Neuaufnahme einen Songs auf ihrem 2. Best-of Album zusammenarbeitete. Die Heirat der beiden fand bereits im Juni statt. Am 24. März 2011 gab sie zudem bekannt, eine Tochter bekommen zu haben.
Nach einer längeren Pause, in der Ōtsuka Ai sich auf ihr neues Familienleben konzentrierte, gab sie 2013 durch ihre offizielle Website bekannt, dass sie an einem neuen musikalischen Projekt arbeitete, was sich später als eine neue Band namens Rabbit erwies. Ihr 1. Studio-Album Rabito erschien noch im selben Jahr, konnte sich jedoch nicht als kommerzieller Erfolg erweisen.

## Diskografie

### Alben
| Jahr | Titel                                                                            | Höchstplatzierung, Gesamtwochen, AuszeichnungChartsChartplatzierungen (Jahr, Titel, Platzierungen, Wochen, Auszeichnungen, Anmerkungen) | Anmerkungen                                                     |
| Jahr | Titel                                                                            | JP | Anmerkungen                                                     |
| ---- | -------------------------------------------------------------------------------- | --- | --------------------------------------------------------------- |
| 2004 | Love Punch                                                                       | JP3 ×3Dreifachplatin · (105 Wo.)JP | Erstveröffentlichung: 31. März 2004 Verkäufe JP: + 698.277      |
| 2004 | Love Jam                                                                         | JP1 ×2Doppelplatin · (70 Wo.)JP | Erstveröffentlichung: 17. November 2004 Verkäufe JP: + 656.708  |
| 2005 | Love Cook                                                                        | JP1 ×3Dreifachplatin · (55 Wo.)JP | Erstveröffentlichung: 14. Dezember 2005 Verkäufe JP: + 835.333  |
| 2007 | Ai Am Best (愛 am Best)                                                          | JP1 ×3Dreifachplatin · (48 Wo.)JP | Erstveröffentlichung: 28. März 2007 Verkäufe JP: + 727.192      |
| 2007 | Love Piece                                                                       | JP1 ×2Doppelplatin · (22 Wo.)JP | Erstveröffentlichung: 26. September 2007 Verkäufe JP: + 376.115 |
| 2008 | Love Letter                                                                      | JP3 Gold · (16 Wo.)JP | Erstveröffentlichung: 17. Dezember 2008 Verkäufe JP: + 179.670  |
| 2009 | Love Is Best                                                                     | JP1 Gold · (12 Wo.)JP | Erstveröffentlichung: 11. November 2009 Verkäufe JP: + 94.116   |
| 2014 | Aio Punch                                                                        | JP67 (1 Wo.)JP | Erstveröffentlichung: 23. März 2014 Verkäufe JP: + 1.988        |
| 2014 | Love Fantastic                                                                   | JP22 (5 Wo.)JP | Erstveröffentlichung: 16. Juli 2014 Verkäufe JP: + 6.157        |
| 2014 | Love Fantastic Tour 2014 ～(おぉーつかあいはまほぉーつかぁい)～                  | JP125 (1 Wo.)JP | Erstveröffentlichung: 17. Dezember 2014                         |
| 2015 | Love Tricky                                                                      | JP24 (3 Wo.)JP | Erstveröffentlichung: 22. April 2015 Verkäufe JP: + 3.822       |
| 2016 | Love is Born ～13th Anniversary 2016～                                           | JP121 (1 Wo.)JP | Erstveröffentlichung: 21. Dezember 2016                         |
| 2017 | Love Honey                                                                       | JP23 (2 Wo.)JP | Erstveröffentlichung: 12. April 2017 Verkäufe JP: + 2.847       |
| 2017 | Love is Born ～14th Anniversary 2017～                                           | JP150 (1 Wo.)JP | Erstveröffentlichung: 20. Dezember 2017                         |
| 2018 | Aio Piano                                                                        | JP60 (1 Wo.)JP | Erstveröffentlichung: 7. Februar 2018                           |
| 2018 | Love Honey Tour 2017: Yuuwaku no Kaori ni Yuu Wakuwaku (誘惑の香りにYuuワクワク) | JP186 (1 Wo.)JP | Erstveröffentlichung: 5. September 2018                         |
| 2019 | Ai am Best, too                                                                  | JP23 (9 Wo.)JP | Erstveröffentlichung: 1. Januar 2019 Verkäufe JP: + 11.300      |
| 2020 | Love is Born: 17th Anniversary 2019                                              | JP115 (1 Wo.)JP | Erstveröffentlichung: 15. Januar 2020                           |
| 2020 | Aio Piano Arioso                                                                 | JP40 (1 Wo.)JP | Erstveröffentlichung: 11. März 2020 Verkäufe JP: + 1.002        |
| 2021 | Love is Born: 17th Anniversary 2020                                              | JP260 (1 Wo.)JP | Erstveröffentlichung: 3. Februar 2021                           |
| 2021 | Otsuka Ai One on One Collaboration                                               | JP68 (1 Wo.)JP | Erstveröffentlichung: 3. Februar 2021                           |
| 2021 | Love Pop                                                                         | JP31 (2 Wo.)JP | Erstveröffentlichung: 8. Dezember 2021 Verkäufe JP: + 2.168     |

### Singles
| Jahr | Titel Album                                                               | Höchstplatzierung, Gesamtwochen, AuszeichnungChartsChartplatzierungen (Jahr, Titel, Album, Platzierungen, Wochen, Auszeichnungen, Anmerkungen) | Anmerkungen |
| Jahr | Titel Album                                                               | JP | Anmerkungen |
| ---- | ------------------------------------------------------------------------- | --- | --- |
| 2003 | Momo no Hanabira (桃ノ花ビラ) Love Punch                                  | JP24 Gold (Digital) · (21 Wo.)JP | Erstveröffentlichung: 10. September 2003 Verkäufe JP: + 44.822                                                           |
| 2003 | Sakuranbo (さくらんぼ) Love Punch                                         | JP4 ×2Doppelplatin + Doppelplatin (Digital) · (110 Wo.)JP                                                                                      | Erstveröffentlichung: 17. Dezember 2003 · Verkäufe JP: + 588.957 · + JP: Diamant (Klingelton), + JP: Gold (Streaming)    |
| 2004 | Amaenbo (甘えんぼ) Love Punch                                             | JP6 Gold + Gold (Digital) · (21 Wo.)JP | Erstveröffentlichung: 3. März 2004 Verkäufe JP: + 105.609                                                                |
| 2004 | Happy Days Love Jam                                                       | JP3 Gold · (25 Wo.)JP | Erstveröffentlichung: 7. Juli 2004 Verkäufe JP: + 163.433                                                                |
| 2004 | Kingyo Hanabi (金魚花火) Love Jam                                         | JP3 Gold + Gold (Digital) · (17 Wo.)JP | Erstveröffentlichung: 18. August 2004 Verkäufe JP: + 148.121                                                             |
| 2004 | Daisuki da yo. (大好きだよ.) Love Jam                                     | JP3 Gold + Gold (Digital) · (18 Wo.)JP | Erstveröffentlichung: 20. Oktober 2004 · Verkäufe JP: + 156.844 · + JP: ×3Dreifachplatin (Klingelton)                    |
| 2005 | Kuroge Wagyu Joshio Tan Yaki 680 Yen (黒毛和牛上塩タン焼680円) Love Jam   | JP3 Gold + Gold (Mobile Downloads) · (18 Wo.)JP                                                                                                | Erstveröffentlichung: 9. Februar 2005 · Verkäufe JP: + 149.134 · + JP: ×2Doppelplatin (Klingelton)                       |
| 2005 | Smily / Bīdama (Smily / ビー玉) Love Cook                                 | JP1 Platin + Gold (Mobile Downloads) · (30 Wo.)JP                                                                                              | Erstveröffentlichung: 11. Mai 2005 · Verkäufe JP: + 310.323 · + JP: Diamant (Klingelton)                                 |
| 2005 | Neko ni Fuusen (ネコに風船) Love Cook                                     | JP3 Gold · (14 Wo.)JP | Erstveröffentlichung: 13. Juli 2005 Verkäufe JP: + 111.324                                                               |
| 2005 | Planetarium (プラネタリウム) Love Cook                                    | JP1 Platin + Diamant (Digital) · (38 Wo.)JP | Erstveröffentlichung: 21. September 2005 · Verkäufe JP: + 316.425 · + JP: Diamant (Klingelton), + JP: Platin (Streaming) |
| 2006 | Frienger (フレンジャー) Love Piece                                        | JP2 Platin + Platin (Mobile Downloads) · (19 Wo.)JP                                                                                            | Erstveröffentlichung: 12. April 2006 · Verkäufe JP: + 173.115 · + JP: ×3Dreifachplatin (Klingelton)                      |
| 2006 | Yumekui (ユメクイ) Love Piece                                             | JP5 Gold + Gold (Digital) · (17 Wo.)JP | Erstveröffentlichung: 2. August 2006 · Verkäufe JP: + 146.665 · + JP: Diamant (Klingelton)                               |
| 2006 | Ren’ Ai Shashin (恋愛写真) Love Piece                                     | JP2 Gold + Platin (Mobile Downloads) · (20 Wo.)JP                                                                                              | Erstveröffentlichung: 25. Oktober 2006 · Verkäufe JP: + 147.975 · + JP: ×3Dreifachplatin (Klingelton)                    |
| 2007 | Chu-Lip Love Piece                                                        | JP3 Gold + Diamant (Klingelton) · (13 Wo.)JP                                                                                                   | Erstveröffentlichung: 21. Februar 2007 · Verkäufe JP: + 120.779 · + JP: Platin (Mobile Downloads)                        |
| 2007 | Peach / Heart Love Piece                                                  | JP1 ×3Platin + Dreifachplatin (Digital) · (20 Wo.)JP                                                                                           | Erstveröffentlichung: 25. Juli 2007 · Verkäufe JP: + 169.245 · + JP: Diamant (Klingelton)                                |
| 2007 | Pocket (ポケット) Love Letter                                             | JP5 Gold + Gold (Mobile Downloads) · (11 Wo.)JP                                                                                                | Erstveröffentlichung: 7. November 2007 Verkäufe JP: + 61.350                                                             |
| 2008 | Rocket Sneaker / One × Time (ロケットスニーカー / One × Time) Love Letter | JP4 Gold · (7 Wo.)JP | Erstveröffentlichung: 21. Mai 2008 Verkäufe JP: + 44.428                                                                 |
| 2008 | Kurage, Nagare Boshi (クラゲ、流れ星) Love Letter                         | JP4 Gold (Mobile Downloads) · (8 Wo.)JP | Erstveröffentlichung: 10. September 2008 Verkäufe JP: + 46.846                                                           |
| 2009 | Bye Bye (バイバイ) Love Letter                                            | JP8 Gold (Digital) · (4 Wo.)JP | Erstveröffentlichung: 25. Februar 2009 Verkäufe JP: + 20.536                                                             |
| 2010 | Zokkondition / Lucky Star (ゾッ婚ディション / Lucky☆Star) Love Fantastic  | JP6 (5 Wo.)JP | Erstveröffentlichung: 7. April 2010 Verkäufe JP: + 15.817                                                                |
| 2010 | I Love ××× (I ♥ ×××) Love Fantastic                                       | JP8 (6 Wo.)JP | Erstveröffentlichung: 8. September 2010 Verkäufe JP: + 14.178                                                            |
| 2013 | Re:Name Love Fantastic                                                    | JP8 (3 Wo.)JP | Erstveröffentlichung: 9. Oktober 2013 Verkäufe JP: + 10.276                                                              |
| 2014 | More More (モアモア) Love Fantastic                                       | JP34 (2 Wo.)JP | Erstveröffentlichung: 21. Mai 2014 Verkäufe JP: + 3.000                                                                  |
| 2017 | Watashi (私) Love Honey                                                   | JP27 (2 Wo.)JP | Erstveröffentlichung: 15. Februar 2017 Verkäufe JP: + 3.541                                                              |
| 2018 | Dracaena (ドラセナ) –                                                     | JP49 (1 Wo.)JP | Erstveröffentlichung: 5. September 2018                                                                                  |
| 2019 | Chime Love Pop                                                            | JP35 (2 Wo.)JP | Erstveröffentlichung: 4. September 2019 Verkäufe JP: + 1.900                                                             |

Weitere Lieder
- 2005: Cherish (JP: Gold (Digital))
- 2008: Love (JP: Gold (Mobile Downloads))

### Videoalben
| Jahr | Titel | Höchstplatzierung, Gesamtwochen, AuszeichnungChartsChartplatzierungen (Jahr, Titel, Platzierungen, Wochen, Auszeichnungen, Anmerkungen) | Anmerkungen                              |
| Jahr | Titel | JP | Anmerkungen                              |
| ---- | --- | --- | ---------------------------------------- |
| 2005 | Jam Punch Tour 2005: Condor no Pants ga Kuikondoru (コンドルのパンツがくいコンドル)                                  | JP1 Gold · (61 Wo.)JP | Erstveröffentlichung: 27. Juli 2005      |
| 2006 | Love Cook Tour 2006: Mascara Mainichi Tsuketemasu Kara (マスカラ毎日つけてマスカラ)                                  | JP2 Gold · (25 Wo.)JP | Erstveröffentlichung: 26. Juli 2006      |
| 2007 | Love is Born: 3rd Anniversary 2006                                                                                   | JP6 Gold · (28 Wo.)JP | Erstveröffentlichung: 1. Januar 2007     |
| 2007 | Ai am Best Tour 2007: Best na Comment ni Meccha Ai wo Komento!!! (ベストなコメントにめっちゃ愛を込めんと!!!)         | JP2 Gold · (20 Wo.)JP | Erstveröffentlichung: 26. September 2007 |
| 2008 | Love Is Born: 4th Anniversary 2007                                                                                   | JP5 (13 Wo.)JP | Erstveröffentlichung: 1. Januar 2008     |
| 2008 | Love Piece Tour 2008: Megane Kakenakya Yume ga Nee! (メガネかけなきゃユメがねぇ!)                                    | JP2 (11 Wo.)JP | Erstveröffentlichung: 30. Juli 2008      |
| 2009 | Love Is Born: 5th Anniversary 2008                                                                                   | JP7 (7 Wo.)JP | Erstveröffentlichung: 25. Februar 2009   |
| 2009 | Love Letter Tour 2009: Channel Keshite Ai-chan Neru! (チャンネル消して愛ちゃん寝る!)                                 | JP3 (7 Wo.)JP | Erstveröffentlichung: 6. Mai 2009        |
| 2009 | Love Letter Tour 2009: Light Terashite, Ai to Yume to Kandō to... Warai to! (ライト照らして、愛と夢と感動と…笑いと!) | JP8 (6 Wo.)JP | Erstveröffentlichung: 23. September 2009 |
| 2010 | Love Is Born: 6th Anniversary 2009                                                                                   | JP11 (4 Wo.)JP | Erstveröffentlichung: 17. März 2010      |
| 2010 | Love is Best Tour 2009 Final                                                                                         | JP18 (3 Wo.)JP | Erstveröffentlichung: 23. Juni 2010      |
| 2011 | Love Is Born: 7th Anniversary 2010                                                                                   | JP17 (2 Wo.)JP | Erstveröffentlichung: 9. März 2011       |
| 2014 | Love Is Born: 10th Anniversary 2013                                                                                  | JP51 (1 Wo.)JP | Erstveröffentlichung: 19. März 2014      |
| 2014 | Love Fantastic Tour 2014: Ōtsuka Ai wa Mahōtsukāi (おぉーつかあいはまほぉーつかぁい)                                 | JP74 (1 Wo.)JP | Erstveröffentlichung: 17. Dezember 2014  |
| 2016 | Ai Otsuka Live Box 2015: Tricky Bornbon                                                                              | JP37 (1 Wo.)JP | Erstveröffentlichung: 20. Januar 2016    |
| 2016 | Love Is Born: 13th Anniversary 2016                                                                                  | JP106 (1 Wo.)JP | Erstveröffentlichung: 21. Dezember 2016  |
| 2017 | Love Is Born: 14th Anniversary 2017                                                                                  | JP109 (1 Wo.)JP | Erstveröffentlichung: 20. Dezember 2017  |
| 2018 | Love Honey Tour 2017: Yuuwaku no Kaori ni Yuu Wakuwaku (誘惑の香りにYOUワクワク)                                     | JP106 (1 Wo.)JP | Erstveröffentlichung: 5. September 2018  |
| 2020 | Love Is Born: 16th Anniversary 2019                                                                                  | JP22 (1 Wo.)JP | Erstveröffentlichung: 15. Januar 2020    |
| 2021 | Love Is Born: 17th Anniversary 2020                                                                                  | JP71 (1 Wo.)JP | Erstveröffentlichung: 3. Februar 2021    |

### Auszeichnungen für Musikverkäufe
Anmerkung: Auszeichnungen in Ländern aus den Charttabellen bzw. Chartboxen sind in ebendiesen zu finden.
| Land/RegionAuszeichnungen für Musikverkäufe (Land/Region, Auszeichnungen, Verkäufe, Quellen) | Gold       | Platin       | Diamant     | Verkäufe   | Quellen            |
| -------------------------------------------------------------------------------------------- | ---------- | ------------ | ----------- | ---------- | ------------------ |
| Japan (RIAJ)                                                                                 | 30× Gold30 | 39× Platin39 | 7× Diamant7 | 19.300.000 | riaj.or.jp JP2 JP3 |
| Insgesamt                                                                                    | 30× Gold30 | 39× Platin39 | 7× Diamant7 |            |                    |